# Can Llibre
|  | Per a altres significats, vegeu «Can Llibre (Cardedeu)». |

Can Llibre és un edifici al nucli urbà d'Hostalric (Selva), al carrer del Forn número 9. És un edifici amb una paret mitgera, una paret adossada al Portal de les Hortes o dels Ollers i la façana posterior adossada a la muralla. Forma part de l'Inventari del Patrimoni Arquitectònic de Catalunya.

## Arquitectura
La casa, de planta baixa i dos pisos, està coberta per un teulat (amb xemeneia) a doble vessant, que té pendent vers el costat dret de la façana (el costat del Portal de les Hortes), amb el ràfec de quatre fileres.

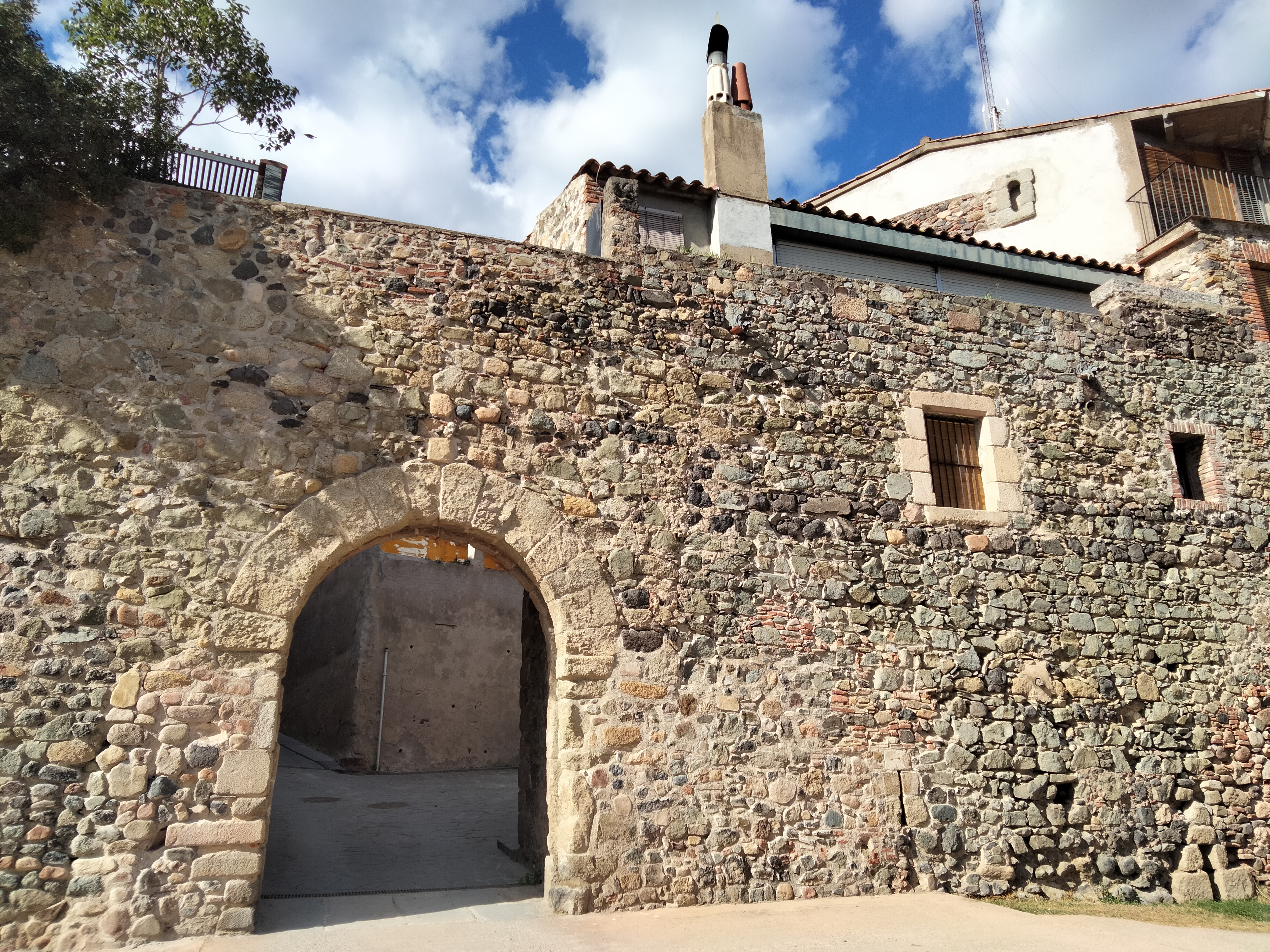
Façana exterior de Can Llibre, adossada a la muralla, amb el portal de les Hortes a l'esquerra

A la façana principal trobem, a la planta baixa, el portal d'entrada en arc escarser, format per carreus de pedra que també trobem als brancals. Una porta de fusta amb dos batents tanca el portal d'entrada. Al primer pis, una finestra amb els brancals, llinda i ampit fets de maons disposats en sardinell. Una persiana tanca aquesta finestra. Al segon pis, un balcó amb llosana de pedra enrajolada, i barana de ferro forjat. Una porta en arc de llinda format per maons disposats en sardinell igual que als brancals, dona accés al balcó. Les parets són de maçoneria.

## Història
Aquest edifici es troba al Carrer del Forn, que deu el nom a què el forn se situava en una casa propera. Can Llibre fou reconstruït totalment a finals dels anys 1970. Està adossada al Portal de les Hortes o dels Ollers, l'únic dels quatre portals del recinte emmurallat que es conserva tal com era originalment.
Durant la Guerra del Francès (1808-1814) Hostalric va tenir un important paper donant suport a l'entrada de queviures a la Girona assetjada i destorbant el pas a les tropes enemigues gràcies a la seva situació estratègica en una zona de pas. Per això als francesos els convenia prendre la vila. El primer atac va arribar el 7 de novembre del 1809 i només trobaren resistència a la Torre dels Frares i a l'església on un grup de gent s'hi havia fet fort. Molts habitants van haver de fugir, ja que els francesos van cremar el poble. D'altres es van poder refugiar al castell. Aquest estigué assetjat des del 13 de gener fins al mes de maig del 1810. El fet que tot el poble hagués estat cremat explica que la majoria dels habitatges siguin posteriors a la guerra contra Napoleó.